# Provincia de Bumbunga
La Provincia de Bumbunga fue una micronación localizada en una granja de Bumbunga cerca de Snowtown y Lochiel, en Australia Meridional, desde 1976 hasta 2000. Su fundador, Alex Brackstone, fue un entrenador de monos, buscador de uranio y administrador de correos británicos.
El 29 de marzo de 1976, Brackstone declaró su propiedad de cuatro hectáreas, al noreste de Aleide como la Provincia independiente de Bumbunga y se nombró a sí mismo gobernador general.
Brackstone entonces se dedicó al turismo, plantando miles de fresas en sus terrenos, formando una figura a gran escala de la isla de Gran Bretaña. Tenía la intención de celebrar bodas en su propiedad. La implementación se detuvo cuando las autoridades australianas confiscaron el terreno que representaba la isla, y toda la empresa se hundió cuando los campos de fresas perecieron durante una sequía.
En 1999, Brackstone fue arrestado por posesión de armas de fuego y posteriormente regresó a la Gran Bretaña. La provincia de Bumbunga dejó de existir como micronación. En 2018 volvió a Australia y siguió declarándose gobernador.